# رشيد ناجي
 رشيد ناجي (1989 الجزائر) هو لاعب كرة قدم جزائري.

## روابط خارجية
- رشيد ناجي على موقع قاعدة بيانات كرة القدم.إي يو (الإنجليزية)
- رشيد ناجي على موقع Soccerway.com (الإنجليزية)